# Islambek Said-Zilimowitsch Albijew
Islambek Said-Zilimowitsch Albijew (russisch Исламбек Саид-Цилимович Альбиев, Vorname auch Islam-Bek; * 28. Dezember 1988 in Grosny) ist ein russischer Ringer. Er wurde Olympiasieger 2008 in Peking im griechisch-römischen Stil im Federgewicht.

## Werdegang
Islambek Albijew, tschetschenischer Herkunft, begann im Jahre 2000 in Moskau mit dem Ringen. Er ist Angehöriger von Spartak Moskau und wird von Umalt Tolbulatow trainiert. Er ist 1,63 m groß und wiegt normalerweise zwischen 63 und 65 kg. Er ringt ausschließlich im griechisch-römischen Stil.
Seine Laufbahn auf der internationalen Ringermatte begann er bei der Junioren-Europameisterschaft 2005 (Cadets) in Tirana, wo er in der Gewichtsklasse bis 58 kg Körpergewicht den ersten Platz vor Wladimir Zaporojan aus Moldawien und Ibrahim Erdschan aus Bulgarien belegte.
Bei der Junioren-Weltmeisterschaft 2006 in Guatemala-Stadt erreichte er im Federgewicht den 3. Platz hinter Bekschan Scharbolow aus Kasachstan und Chosrow Melikjan aus Armenien.
2007 erreichte Islambek Albijew bei einem Weltcup-Turnier in Antalya, das in der Form eines Mannschaftsturnieres ausgetragen wurde, in der Einzelwertung im Federgewicht den 3. Platz. Dabei besiegte er u. a. den US-Amerikaner Joseph Warren und Saber Seyed Mirzahi Darzi aus dem Iran. Eine Niederlage musste er von Emik Bunjamin aus der Türkei hinnehmen. Bei der Europameisterschaft dieses Jahres in Sofia musste Islambek Albijew Lehrgeld bezahlen, denn er verlor gleich seinen ersten Kampf gegen Fuad Aliew aus Aserbaidschan nach Punkten. Da Aliew nicht das Finale erreichte, schied Albijew aus und erreichte nur den 16. Platz. Trotzdem wurde er bei der Weltmeisterschaft 2007 in Baku eingesetzt. Ihm gelangen dort zwar drei Siege, er verpasste aber den Einzug in das Halbfinale durch eine Niederlage gegen Nurbakyt Tengisbajew aus Kasachstan. Für ihn verblieb damit Platz 8.
Im Jahre 2008 wurde Islambek Albijew russischer Meister im Federgewicht. Trotz des nicht befriedigenden Abschneidens bei den Welt- und Europameisterschaften 2007 vertraute der russische Verband auf ihn und setzte ihn bei den Olympischen Spielen in Peking ein. Dort rechtfertigte er dieses Vertrauen, denn er wurde mit Siegen über Soner Sucu aus der Türkei, Ruslan Tjumengajew aus Kirgisistan, Roberto Monzón aus Kuba und Vitali Rəhimov aus Aserbaidschan Olympiasieger im Federgewicht.
Den nächsten internationalen Meistertitel gewann er im April 2009 bei der Europameisterschaft in Vilnius. Dort besiegte er im Finale des Federgewichts den in Polen eingebürgerten Armenier Edward Barsegjan und wurde neuer Europameister. Im gleichen Jahr wurde er in Herning/Dänemark mit fünf Siegen auch Weltmeister. Er gab dabei lediglich im Halbfinale gegen Nurbakyt Tengisbajew aus Kasachstan eine Zweierwertung ab und besiegte im Finale Dilshod Aripov aus Usbekistan.
Ab dem Jahre 2010 wechselte Islambek Albijew in die nächsthöhere Gewichtsklasse, das Leichtgewicht. In dieser Gewichtsklasse wurde er auch gleich russischer Meister vor Adam Kurak, Arunat Kutschinow und Juri Denissow, er wurde aber 2010 und 2011 für keine internationalen Meisterschaften nominiert. Im Januar 2012 siegte er beim wichtigen „Iwan-Poddubny“-Memorial in Tjumen und meldete damit beim russischen Ringerverband seine Ambitionen für die Olympischen Spiele in London an. Bei der Europameisterschaft 2012 in Belgrad belegte er hinter Frank Stäbler aus Deutschland und Georgian Carpen aus Rumänien den 3. Platz. Im Mai 2012 versuchte er sich bei einem Turnier in Helsinki für die Olympischen Spiele in London zu qualifizieren. Er belegte dort aber nur den 5. Platz, der für die Qualifikation nicht ausreicht. Im Leichtgewicht war deshalb bei den Olympischen Spielen in London kein russischer Ringer am Start.
2013 wurde Islambek Albijew russischer Meister im Leichtgewicht vor Juri Denissow. Er wurde daraufhin vom russischen Ringerverband bei der Weltmeisterschaft dieses Jahres in Budapest eingesetzt. Er trat dort hervorragend vorbereitet an und siegte über Pedro Isaac Mulens Herrera, Kuba, Sasun Ghambarjan, Armenien, Frank Stäbler, Deutschland und Həsən Əliyev aus Aserbaidschan. Er stand damit im Finale gegen den Südkoreaner Ryu Han-su. Zunächst gewann jeder Ringer eine Runde. In der dritten Runde führte Islambek Albijew knapp nach Punkten und der Kampfrichter schickte den Südkoreaner in die Bank. Islambek Albijew hatte damit die große Chance, eine weitere Punktwertung zu erzielen und damit den Kampf endgültig zu seinen Gunsten zu entscheiden. Er kritisierte aber mehrmals die Bankstellung von Ryu han-su und nahm auch nach einer weiteren Aufforderung des Kampfrichters den Kampf nicht auf. Er wurde daraufhin disqualifiziert und zum Verlierer des Kampfes erklärt. Weltmeister wurde so Ryu Han-su und für Islambek Albijew blieb statt des schon sicher geglaubten Weltmeistertitel nur der 2. Platz.
Im Januar 2014 kam Islambek Albijew beim bedeutenden „Iwan-Poddubny“-Memorial in Tjumen in der Gewichtsklasse bis 66 kg hinter Adam Kurak auf den 2. Platz.

## Internationale Erfolge
| Jahr | Platz | Wettbewerb                               | Gewichtsklasse   | |
| 2005 | 1.    | Junioren-EM (Cadets) in Tirana           | Kl. bis 58 kg KG | vor Wladimir Zaporojan, Moldawien u. Ibrahim Erdschan, Bulgarien |
| 2006 | 3.    | Junioren-WM in Guatemala-Stadt           | Feder            | hinter Bekschan Scharbolow, Kasachstan u. Chosrow Melikjan, Armenien |
| 2007 | 3.    | World Cup in Antalya                     | Feder            | hinter Joseph Warren, USA u. David Bedinadse, Georgien |
| 2007 | 16.   | EM in Sofia                              | Feder            | Sieger: Eusebiu Diaconu, Rumänien vor Stig André Berge, Norwegen, Suren Geworkjan, Ukraine u. Jarkko Ala-Huikku, Finnland                                                                 |
| 2007 | 8.    | WM in Baku                               | Feder            | Sieger: Dawid Bedinadse vor Makoto Sasamoto, Japan u. Jung Ji-Hyun, Südkorea |
| 2008 | 3.    | „Iwan Poddubny“-Turnier in Moskau        | Feder            | hinter Aslan Abdulow u. Juri Denisow, bde. Russland u. vor Sakit Dschalilow, Aserbaidschan                                                                                                |
| 2008 | Gold  | OS in Peking                             | Feder            | vor Vitali Rəhimov, Aserbaidschan, Nurbakyt Tengisbajew, Kasachstan u. Ruslan Tümönbajew, Kirgisistan                                                                                     |
| 2009 | 1.    | EM in Vilnius                            | Feder            | mit Siegen über Artak Harutjunjan, Armenien, Tarik Belmadam, Frankreich, Eusebiu Diaconu, Rumänien, Davor Štefanek, Serbien und Edward Barsegjan, Polen                                   |
| 2009 | 1.    | Großer Preis von Deutschland in Dortmund | Feder            | mit Siegen über Iwo Angelow, Bulgarien, Edward Barsegjan, Polen, Stig André Berge, Norwegen und Ilschad Rafudtinow, Usbekistan                                                            |
| 2009 | 1.    | WM in Herning/Dänemark                   | Feder            | nach Siegen über Wuilleixis de Jesus Rivas Espinoza, Venezuela, Davor Stefanek, Serbien, Stig André Berge, Norwegen, Nurbakyt Tengisbajew, Kasachstan und Dilshod Aripov, Usbekistan      |
| 2010 | 1.    | Großer Preis von Deutschland in Dortmund | Leicht           | vor Tamas Lörincz, Ungarn, Tomasz Swierk, Polen und Mathias Günther, Schweden |
| 2010 | 16.   | Golden-Grand-Prix in Baku                | Leicht           | Sieger: Witali Rachimow vor Rustam Aliew, beide Aserbaidschan |
| 2011 | 3.    | Großer Preis von Italien in Sassari      | Leicht           | hinter Juri Denissow, Russland und Ionuț Panait, Rumänien |
| 2011 | 1.    | „Henry-Deglane“-Memorial in Nizza        | Leicht           | vor Muchran Machutadse, Georgien und Artak Margarjan, Frankreich |
| 2012 | 1.    | „Iwan-Poddubny“-Memorial in Tjumen       | Leicht           | vor Migran Arutjunjan, Russland, Beibeit Nugmanow, Kasachstan und Samir Sagaschtokow, Russland                                                                                            |
| 2012 | 3.    | EM in Belgrad                            | Leicht           | hinter Frank Stäbler, Deutschland und Georgian Carpen, Rumänien, gemeinsam mit Mathias Günther, Schweden                                                                                  |
| 2012 | 5.    | Olympia-Qualif.-Turnier in Helsinki      | Leicht           | hinter Yüksel Atakan, Türkei, Howhannes Wardereschjan, Armenien, Kanatbek Begalijew, Kirgisistan und Alan Dschakajew, Ukraine                                                             |
| 2012 | 5.    | Golden-Grand-Prix in Baku                | Leicht           | hinter Balint Korpasi, Ungarn, Jaroslaw Kardasch, Weißrussland, Rasul Chunajew, Aserbaidschan und Denis Demjenkow, Weißrussland                                                           |
| 2013 | 2.    | „Iwan-Poddubny“-Memorial in Tjumen       | Leicht           | hinter Adam Kurak, vor Samir Sagaschtokow und Juri Denissow, alle Russland |
| 2013 | 2.    | Universiade in Kasan                     | Leicht           | hinter Rasul Chunajew, vor Aschkat Schanbirow, Kasachstan und Muhammat Kocatinaz, Türkei                                                                                                  |
| 2013 | 2.    | WM in Budapest                           | Leicht           | nach Siegen über Pedro Isaac Mulens Herrera, Kuba, Sasun Ghambarjan, Armenien, Frank Stäbler, Deutschland und Həsən Əliyev, Aserbaidschan und einer Niederlage gegen Ryu Han-su, Südkorea |
| 2013 | 1.    | Copa Brasil in Rio de Janeiro            | Leicht           | vor Iwan Kujlakow, Russland |
| 2014 | 2.    | „Iwan-Poddubny“-Memorial in Tjumen       | bis 66 kg        | hinter Adam Kurak, vor Artem Sukrow und Asker Orschukdugow, alle Russland |

## Russische Meisterschaften
| Jahr | Platz | Gewichtsklasse | Ergebnisse                                                            |
| 2008 | 1.    | Feder          | vor Ibragim Labasanow, Teimuras Edschibadse und Wjatscheslaw Dschaste |
| 2010 | 1.    | Leicht         | vor Adam Kurak, Arunat Kutschinow und Juri Denissow                   |
| 2011 | 3.    | Leicht         | hinter Juri Denissow und Migran Arutjunjan, gemeinsam mit Adam Kurak  |
| 2013 | 1.    | Leicht         | vor Juri Denissow, Samir Sagaschtokow und Ansor Murusow               |

Erläuterungen
- alle Wettkämpfe im griechisch-römischen Stil
- OS = Olympische Spiele, WM = Weltmeisterschaft, EM = Europameisterschaft
- Federgewicht, Gewichtsklasse bis 60 kg, Leichtgewicht, bis 66 kg Körpergewicht (bis 31. Dezember 2013); seit 1. Januar 2014 gilt eine neue Gewichtsklasseneinteilung durch die FILA